# Bourdonnay
Bourdonnay település Franciaországban, Moselle megyében. Lakosainak száma 246 fő (2022. január 1.). Bourdonnay Donnelay, Gelucourt, Lagarde, Maizières-lès-Vic és Ommeray községekkel határos.

## Népesség
A település népességének változása:
| Lakosok száma | 357  | 272  | 215  | 254  | 253  | 238  | 229  | 230  | 236  | 246  |
|               | 1968 | 1982 | 1990 | 2006 | 2013 | 2015 | 2017 | 2019 | 2020 | 2022 |